# Grijze graszanger
De grijze graszanger (Cisticola cinereolus) is een zangvogel uit de familie Cisticolidae.

## Verspreiding en leefgebied
Deze soort komt voor in oostelijk Afrika en telt twee ondersoorten:
- C. c. cinereolus: noordoostelijk Ethiopië en noordelijk Somalië.
- C. c. schillingsi: van zuidoostelijk Soedan, zuidelijk Ethiopië en zuidelijk Somalië tot noordelijk Tanzania.

## Status
De grootte van de populatie is niet gekwantificeerd maar de soort wordt omschreven als plaatselijk algemeen. Op de Rode lijst van de IUCN heeft deze soort de status niet bedreigd.